# FIFA
De Fédération Internationale de Football Association (FIFA) is een internationale organisatie voor de sport voetbal.

## Geschiedenis
De organisatie is opgericht in Parijs waar, op uitnodiging van Robert Guérin, vertegenwoordigers van zeven voetbalbonden op 21 mei 1904 samenkwamen:
- Frankrijk: Union des Sociétés Françaises de Sports Athlétiques vertegenwoordigd door Alphonse Fringnet, Robert Guérin en André Espir (secretaris)
- België: Union Belge des Sociétés de Sports Athlétiques vertegenwoordigd door Louis Muhlinghaus en Max Kahn
- Denemarken: Dansk Boldspil Union vertegenwoordigd door Ludvig Sylow
- Nederland: Nederlandsche Voetbal Bond vertegenwoordigd door Carl Hirschman
- Spanje (waar nog geen voetbalbond bestond): Madrid Football Club (het huidige Real Madrid) vertegenwoordigd door André Espir
- Zweden: Svenska Bollspil Förbundet vertegenwoordigd door Ludvig Sylow
- Zwitserland: Association Suisse de Football vertegenwoordigd door Victor Schneider

De Duitse voetbalbond meldde zich dezelfde dag per telegram als lid aan, en op 14 april 1905 werd de FA, de Engelse voetbalbond, lid. In 1909 werd Zuid-Afrika het eerste niet-Europese lid, in 1912 gevolgd door Argentinië en Chili. Op 25 mei 2012 werd Zuid-Soedan als 209e lid toegelaten. Sinds 1932 is de bond gevestigd in Zürich.

### Corruptie
Na jarenlange geruchten van corruptie en fraude binnen de organisatie werden op 27 mei 2015 meerdere FIFA-officials gearresteerd op verdenking van omkoping, afpersing en het witwassen van geld. Ook werd er door de Zwitserse politie een inval op het hoofdkantoor van de organisatie gedaan en werden er documenten meegenomen.
We zijn verbaasd over hoelang dit al speelt en hoe het bijna alles raakte waarin de FIFA zich mengde. Het lijkt tot elk element van de organisatie te zijn doorgedrongen. Het was gewoon hun manier van zaken doen. De corruptie was geïnstitutionaliseerd.— Amerikaanse aanklager
De Zwitserse justitie is een eigen strafrechtelijk onderzoek begonnen naar mogelijke frauduleuze handelingen bij de toewijzing van de WK's van 2018 aan Rusland en 2022 aan Qatar.
In 2015 trad vier dagen na zijn herverkiezing Sepp Blatter af als FIFA-voorzitter. Als reden gaf hij dat het voor hem niet voelde dat hij van de hele voetbalwereld de steun had om verder te gaan. Op 21 december van dat jaar schorste de tuchtkamer van de ethische commissie van de FIFA Sepp Blatter en Michel Platini voor acht jaar wegens overtreding van de ethische code. Blatter krijgt bovendien nog een geldboete van 50.000 Zwitserse Frank en Platini moet 80.000 Zwitserse Frank betalen. Beiden zijn uitgesloten van alle voetbalgerelateerde activiteiten op nationaal en internationaal niveau.
Gianni Infantino beloofde een betere structuur binnen de FIFA, maar de hervormingen hadden anno 2022 geen verbetering gebracht.

## Activiteiten

### Organiseren
De FIFA organiseert en beheert grote internationale voetbaltoernooien, waaronder het Wereldkampioenschap voetbal (mannen en vrouwen) en de Confederations Cup. De FIFA stelt regels vast en organiseert het optreden van (assistent) scheidsrechters. Ook kan de FIFA optreden in arbitraire kwesties, zoals ze dat in 2001 deed inzake enkele dopinggevallen, door het opleggen van een boete of schorsing, dan wel door vrijspraak.

### Stimuleren
Meer op de achtergrond stimuleert de FIFA de ontwikkeling van het voetbal in minder vermogende landen.
Daarnaast reikt ze ook op een jaarlijks gala een aantal onderscheidingen uit,
zoals die van Wereldvoetballer van het jaar.

### Keuze toernooien
De FIFA wijst de organisatoren van de eindtoernooien aan tijdens een geheime stemming onder de
leden van het uitvoeringsorgaan. Elke stemgerechtigde is vrij in zijn keuze, exacte selectiecriteria zijn niet bekend. De leden baseren zich onder meer op de offerte (het zogenaamde ‘bid-book’) van de kandidaat-landen, het officiële bezoek van een afvaardiging van de FIFA aan het land en een presentatie. In het bid-book prijst het land aan waarom het houden van de wedstrijden goed is voor het voetbal in het algemeen, het betreffende land en de FIFA. Ook staan in deze offerte alle condities waaronder dat land de wedstrijden wil en kan organiseren. Aangegeven wordt in hoeverre wordt voldaan aan de vooraf gestelde criteria zoals het aantal en de grootte van de stadions. Overigens kunnen ook combinaties van landen zich kandidaat stellen.

### Spelregels
De FIFA is een van de organisaties die mee beslist over de wijziging van de spelregels van het voetbal. Spelregels kunnen alleen door de International Football Association Board worden gewijzigd. Deze organisatie bestaat uit de FIFA (vier stemmen, één mond) en de voetbalbonden van Engeland, Noord-Ierland, Schotland en Wales met elk één stem. Voor een spelregelwijziging zijn ten minste 6 stemmen nodig. Hierdoor kunnen wijzigingen alleen worden doorgevoerd met instemming van de FIFA.
Op het WK in Zuid-Afrika werd de FIFA bekritiseerd omdat het geen camerabeelden wil toepassen om bepaalde spelmomenten tijdens de wedstrijd te beoordelen. Voorzitter Sepp Blatter wil hiermee de spanning en emotie in het spel houden. Op het WK van 2014 werd voor het eerst doellijntechnologie gebruikt om te bepalen of een bal de doellijn passeert.

## Leden
Behalve Monaco, Vaticaanstad, Micronesia, Kiribati, de Marshalleilanden, Nauru, Palau en Tuvalu, die wel ieder een nationale ploeg hebben, zijn alle onafhankelijke landen lid van de FIFA. Daarnaast is een aantal afhankelijke gebieden ook lid van de organisatie. De vier landstreken van het Verenigd Koninkrijk hebben elk een aparte bond en fungeren als een zelfstandig optredend land (Wales, Noord-Ierland, Engeland en Schotland). Dit is tijdens de aansluiting van deze voetbalbonden als voorwaarde gesteld. Op 13 mei 2016 werden Kosovo en Gibraltar toegelaten als respectievelijk 210e en 211e lid van de FIFA.
Een aantal landen en niet-erkende landen, die geen lid kunnen of mogen worden van de FIFA, heeft zich verenigd in de New Federations-Board, die geen banden heeft met de FIFA.

## Confederaties

De continentale bonden van de FIFA

De FIFA heeft zes continentale bonden als lid:
- Azië: Asian Football Confederation (AFC)
- Afrika: Confédération Africaine de Football (CAF)
- Zuid-Amerika: Confederación Sudamericana de Fútbol (CONMEBOL)
- Noord-Amerika: Confederation of North and Central American and Caribbean Association Football (CONCACAF)
- Oceanië: Oceania Football Confederation (OFC)
- Europa: Union of European Football Associations (UEFA)

## Voorzitters
| Voorzitters | Voorzitters                  | Voorzitters   |                        |
| Foto        | Naam                         | Nationaliteit | Termijn                |
| ----------- | ---------------------------- | ------------- | ---------------------- |
|             | Robert Guérin                | Frankrijk     | 1904–1906              |
|             | Daniel Burley Woolfall       | Engeland      | 1906–1918              |
|             | Carl Hirschman               | Nederland     | 1918–1921              |
|             | Jules Rimet                  | Frankrijk     | 1921–1954              |
|             | Rodolphe William Seeldrayers | België        | 1954–1955              |
|             | Arthur Drewry                | Engeland      | 1955–1961              |
|             | Sir Stanley Rous             | Engeland      | 1961–1974              |
|             | João Havelange               | Brazilië      | 1974–1998              |
|             | Sepp Blatter                 | Zwitserland   | 1998–2015              |
|             | Issa Hayatou                 | Kameroen      | 2015–2016 (ad interim) |
|             | Gianni Infantino             | Zwitserland   | 2016–heden             |

Van 1998 tot 2015 stond Sepp Blatter aan het roer als voorzitter van de bond. Hij was vanaf het begin van zijn aanstelling omstreden wegens verdenking van fraude en omkoping. Mede vanwege deze voortdurende verdenkingen en kritiek op Blatters functioneren, stelde de Nederlander Michael van Praag zich op 28 januari 2015 kandidaat bij de verkiezingen en werd daarmee samen met Portugees Luís Figo en de Jordaanse prins Ali bin al-Hoessein uitdager van Blatter. Van Praag en Figo trokken zich daags voor de verkiezingen echter terug. Op 29 mei 2015 werd bekendgemaakt dat Blatter voor een nieuwe termijn van vier jaar de rol van voorzitter zou vervullen. Hij won de verkiezingen omdat prins Ali bin al-Hoessein zich na de eerste verkiezingsronde terugtrok. Enkele dagen later, op 2 juni 2015, maakte hij bekend alsnog af te treden. Hij kondigde een spoedcongres van de wereldvoetbalbond aan tussen december 2015 en maart 2016 om zijn opvolger te kiezen.
De Kameroener Issa Hayatou was waarnemend FIFA-voorzitter nadat Sepp Blatter op 8 oktober 2015 een schorsing van negentig dagen werd opgelegd. Op 26 februari 2016 werd de Zwitser Gianni Infantino gekozen als nieuwe voorzitter. Na twee stemrondes versloeg hij zijn concurrenten Salman bin Ebrahim Al-Khalifa (Bahrein), Ali bin al-Hoessein (Jordanië) en Jérôme Champagne (Frankrijk). Een vijfde kandidaat, de Zuid-Afrikaan Tokyo Sexwale, had zich kort voor de stemming teruggetrokken. In een eerder stadium waren de Fransman Michel Platini en Musa Bility uit Liberia ook kandidaat, maar zij werden uitgesloten van deelname: Bility kwam niet door een integriteitscontrole heen en Platini werd geschorst door de ethische commissie van de FIFA.

## Computerspellen
FIFA had een licentieovereenkomst met EA Sports om ieder jaar een computerspel in de serie FIFA uit te brengen. Deze licentie vond EA SPORTS echter te duur worden en in 2022 werd de licentieovereenkomst beëindigd. De spellenreeks is opgevolgd door EA Sports FC.